# BSV Weißenthurm
Der BSV Weißenthurm ist ein 1911 gegründeter Sportverein aus Weißenthurm im rheinland-pfälzischen Landkreis Mayen-Koblenz. Derzeit spielt die Fußballmannschaft des Vereins in der Kreisliga B Koblenz, war früher aber über mehrere Jahre immer wieder in der damals drittklassigen Amateurliga Rheinland vertreten.

## Geschichte
Der Verein wurde 1911 gegründet und nahm in der Saison 1959/60 das erste Mal an der Amateurliga Rheinland (Staffel West) teil, in der ersten Saison konnte dabei sogar der Vizemeistertitel der Staffel erreicht. werden. In der Saison 1961/62 konnte dann auch schließlich der Meistertitel in der Staffel erreicht werden. Rheinlandmeister wurde als Ergebnis im Meisterschaftsspiel dann jedoch der VfB Wissen als Meister aus der Staffel Ost. Der erste Platz konnte später dann jedoch nicht mehr erreicht werden und es ging Saison für Saison tabellarisch weiter nach unten. Womit dann schließlich in der Saison 1969/70, in der mittlerweile eingleisigen Liga, der Abstieg als Tabellenletzter besiegelt wurde. In der Saison 1976/77 konnte dann schließlich wieder in der Tabelle der Amateurliga Rheinland platz genommen werden. Diesen Platz musste der Verein dann aber, als wieder einmal Tabellenletzter, in der gleichen Saison auch wieder abgeben. Als letzter großer Erfolg aus dieser Zeit kann die Qualifikation für den DFB-Pokal 1979/80 gesehen werden, hier scheiterte man jedoch schon in der ersten Hauptrunde gegen die damalige SpVgg Fürth. Danach konnte der Verein nie mehr in dieser oder einer höheren Klasse spielen. Zurzeit spielt der Verein, nach dem Aufstieg aus der Kreisliga C in der Saison 2017/18 in der Kreisliga B.

## Bekannte ehemalige Jugendspieler
- Helmut Müller: Später Bundesligaspieler bei Eintracht Frankfurt
- Jörg Bach: Stieg später mit der SG Wattenscheid 09 in die Bundesliga auf
- Tobias Nickenig: Unter anderem späterer Spieler beim 1. FC Köln und dem VfL Osnabrück